# Pol Fuentes
Pol Fuentes   (Barcelona, 1983) és un creador multidisciplinari. Les seves principals activitats han estat en el camp de la l'audiovisual i la música, tot i que també ha treballat en altres disciplines com ara la interpretació, el teatre o la il·lustració. De 2004 a 2015 va ser cantant, guitarrista, lletrista i compositor principal del grup de rock Rosa-Luxemburg, i després de la dissolució del grup ha continuat amb el seu treball en solitari. En l'àmbit de audiovisual ha dirigit videoclips per a diversos artistes catalans, documentals, reportatges i una sèrie de televisió.

## Discografia en solitari
- Una nova guerra (Picap, 2016)
- Embranzida (Picap, 2018)[8]
- Saturn Negre (Picap, 2020)[9]
- Arcàdia (Picap, 2024)[10][11][12]

## Filmografia
- Videoclips per a artistes com Sopa de Cabra, Joan Dausà, Lax'n'Busto, Gossos, Gertrudis, Buhos, Macedònia, Joana Serrat, Mama Dousha, Lal'ba, Sexenni, Ivette Nadal, Mine!, Eric Fuentes, Joan Masdéu, Èric Vinaixa, Rosa-Luxemburg, Dept. ,Raydibaum, Teràpia de Shock, Copa Lotus, Pau Alabajos, Eduard Iniesta i Halldor Mar, entre d'altres.[13]
- Paradigma (sèrie de ficció, 2008)
- Lax'n'busto a l'Apolo (documental musical, 2009)
- La meva generació (documental, 2013)[14]
- A l'alçada dels ulls (documental, 2013)
- Ningú no pot somiar per tu (llargmetratge de ficció, 2014)
- Ni doblegats ni domesticats (documental, 2016)[15]
- Sopa de Cabra: La gran onada a Empúries (documental musical, 2020)
- Sona9 (documental musical, 2021)
- Sopa de Cabra: Ben endins al Sant Jordi (musical, 2022)
- Sopa de Cabra: Bull dànima (sèrie documental, 2024)